# Gigondas (Weinbaugebiet)

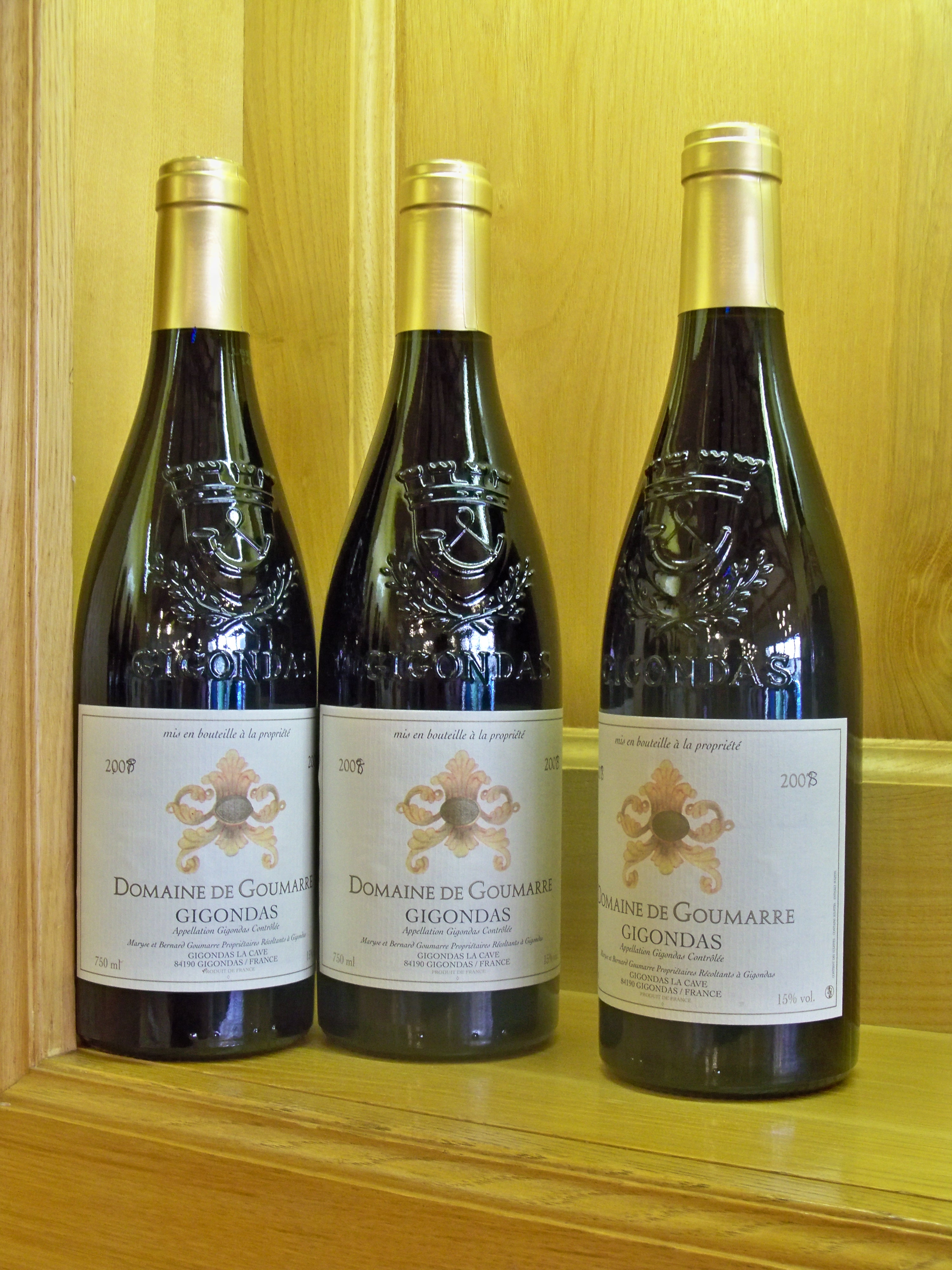
Gigondas Domaine de Goumarre (Flaschenverzierungen sind ortstypisch)

Das Weinbaugebiet Gigondas ist eine nach dem gleichnamigen Ort benannte Appellation in der südlichen Weinregion Côtes du Rhône in Frankreich. Seit dem 6. Januar 1971 verfügt die Gemeinde über den Status einer Appellation d’Origine Contrôlée (kurz AOC). Es werden vorwiegend Rotwein und kleine Mengen Roséwein produziert. Das Anbaugebiet des Gigondas AOC ist auf die Gemeinde Gigondas im Département Vaucluse am Fuße des Felsgebietes Dentelles de Montmirail beschränkt und erstreckt sich über rund 1300 Hektar.

## Boden und Klima

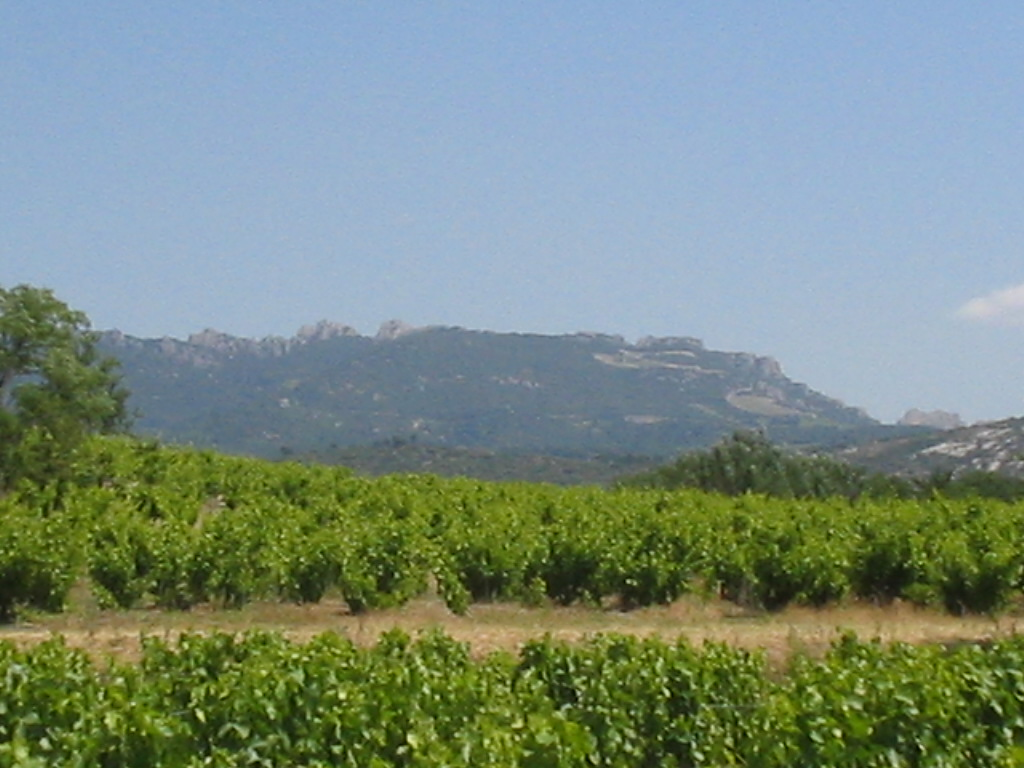
Weinberg bei Gigondas mit den Dentelles de Montmirail im Hintergrund

Das Anbaugebiet breitet sich auf Kiesterrassen, die mit rötlichen Tonminerale durchsetzt sind, aus. Das Klima ist mediterran geprägt. Damit unterscheidet sich das Weingebiet von seinen nördlichen Nachbarn, die einem eher kontinentalen Klima ausgesetzt sind. Das prägende geografische Merkmal in der Region sind die Dentelles de Montmirail, ein kleines Gebirge, welches das Gemeindegebiet in zwei unterschiedliche Zonen teilt: südlich des Gebirgskamms ist es oft heiß, im Norden gemäßigt. Doch auch die unterschiedliche Höhenlage (das Weinbaugebiet beginnt auf circa 100 Meter und erreicht an den Hängen eine Höhe bis zu 600 Meter) beeinflusst den Reifeprozess der Trauben.

## Vinifikation
98 % der Erzeugnisse sind Rotweine (Gigondas rouge) der Rest machen die wenigen Roséweine (Gigondas rosé) aus. Es werden in Gigondas heute keine Weißweine mehr produziert. Die Appellation ist auf das Gemeindegebiet von Gigondas beschränkt.

### Rebsorten
Der Gigondas ist kein reinsortiger Wein, sondern ein Verschnitt (eine Assemblage) aus verschiedenen roten Rebsorten, wobei die Grenache-Traube klar dominiert. Nach dem Institut national de l’origine et de la qualité (INAO) sind für den Gigondas rouge maximal 80 % Grenache, mindestens 15 % Syrah und/oder Mourvèdre und höchstens 10 % der anderen in den Côtes du Rhône kultivierten Rebsorten (allerdings kein Carignan) zugelassen. Neben den drei erstgenannten Sorten, enthalten viele Gigondas-Weine auch noch einen kleinen Anteil an Cinsault-Trauben.

### Qualitätssicherung
Der Ertrag ist auf tiefe 35 Hektoliter pro Hektar beschränkt. Der Mindestalkoholgehalt ist vorgeschrieben und muss bei mindestens 12,5 Volumenprozente liegen. Typischerweise ist er aber höher, in einem guten Jahr liegt er bei etwa 14 %.

### Reifung
Ein guter Jahrgang Gigondas rouge kann zehn oder mehr Jahre im Keller reifen und profitiert in der Regel auch davon. Da der Wein aber hauptsächlich aus der Grenache-Traube gekeltert wird, eignen sich bescheidene Jahrgänge nicht besonders für eine lange Flaschenreifung und sollten deshalb jung verköstigt werden.

### Produktionsmenge
Im Jahre 1924 wurden 4.784 Hektoliter produziert, 1967 25.887 Hektoliter und heute sind es rund 40.000 Hektoliter, was etwa fünf Millionen Flaschen ergibt.

### Charakter
Der Gigondas rouge besticht eher durch seine Wuchtigkeit als seine Eleganz. Der Wein ist einem roten Châteauneuf-du-Pape recht ähnlich. Gastronomen empfehlen den Wein vor allem zu Wild.

## Geschichte
Um das Jahr 1120 stiftete der Bischof von Vaison Rostang III. der ihm unterstellten Pfarrei von Gigondas zur Deckung der anfallenden Aufwände ein Lehen, zu dem auch ein Weinberg an der Ouvèze zählte. Er tat dies mit folgenden lateinischen Worten (Es handelt sich dabei um den ältesten Akt, der einen Weinberg in Gigondas belegt):

„Petro vero Alberto Gigundatis pro vinea quoe sita est juxta viam publicam est inter (… otam) episcopalem et fluvium Ovicœ solidis ordo dedit.“

Das nächste Zeugnis stammt aus dem Jahre 1341, als die Fürsten von Orange über die Nachbargebiete herrschten. Ein Vertreter dieses Adelsgeschlechts, Raymond V des Baux, versprach den Einwohnern von Gigondas gegen ein siebenjähriges Nutzungsrecht des Weinbergs gewisse Freiheiten. Eine Urkunde aus dem Jahre 1376 zeugt vom Weinbau auf einem Grundstück mit dem Namen Les Bosquets und eine andere Niederschrift aus dem Jahre 1380 hält fest, dass sich die Rebfläche von der Kapelle Notre-Dame-des-Pallières von Gigondas bis zum Ufer der Ouvèze erstreckte.

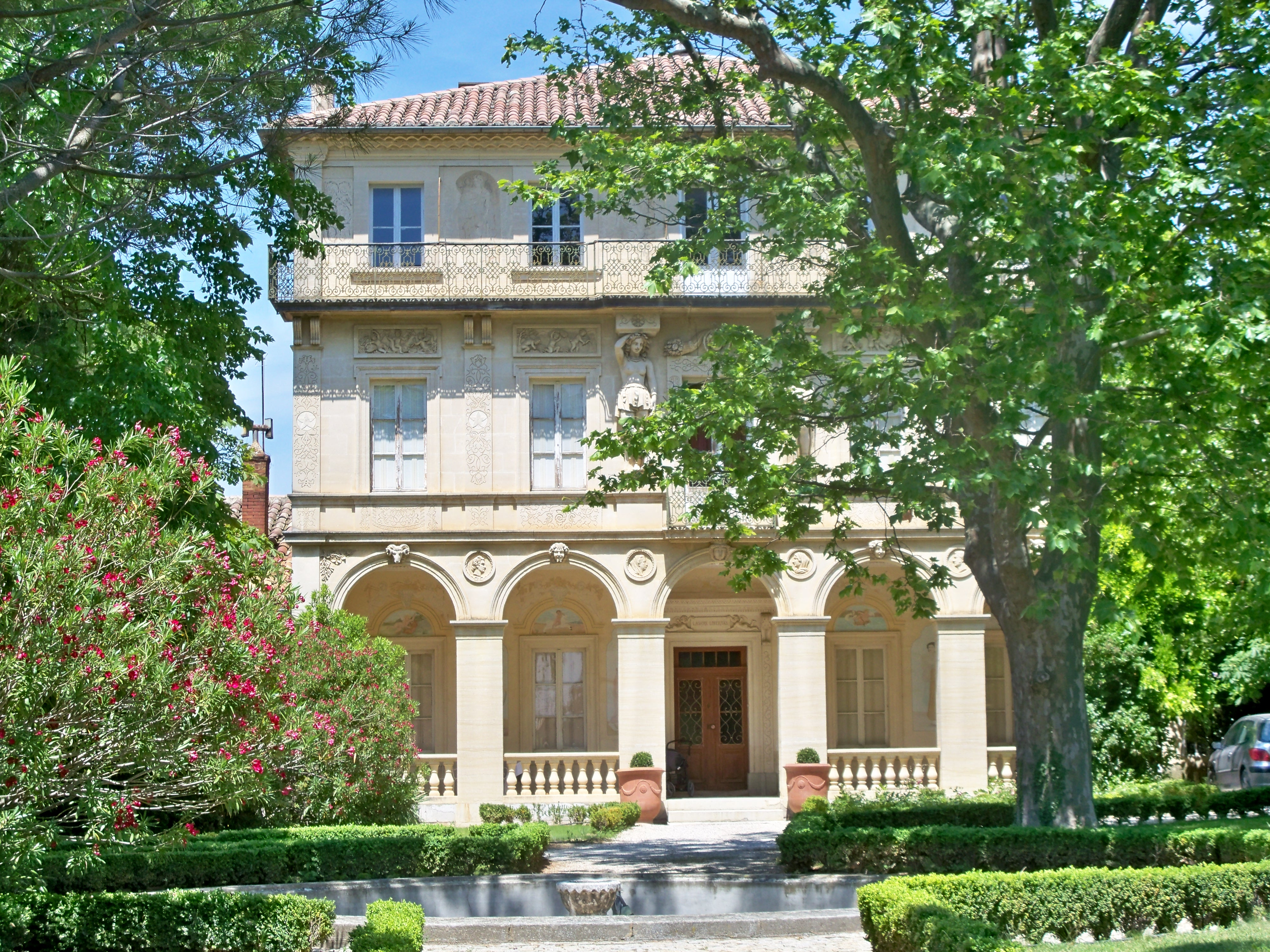
Schloss Raspail in Gigondas

Im 19. Jahrhundert wandte sich die Bevölkerung mehr und mehr vom Weinbau ab, um sich auf den Anbau von Oliven und Maulbeeren für die Seidenraupenzucht zu konzentrieren. Erst 1861 belebte die Familie Raspail und insbesondere ihr Vertreter Eugène Raspail nach seiner politischen Karriere den Weinbau wieder. Drei Jahre später wurden seine Erzeugnisse über den Hafen von Roquemaure auf der Rhone nach Valence und Lyon sowie über weitere Wasserstraßen auch nach Saint-Étienne und Paris verschifft. Die Invasion der Reblaus rund zehn Jahre später konnte den Aufschwung der Weinproduktion in Gigondas nur vorübergehend stoppen.

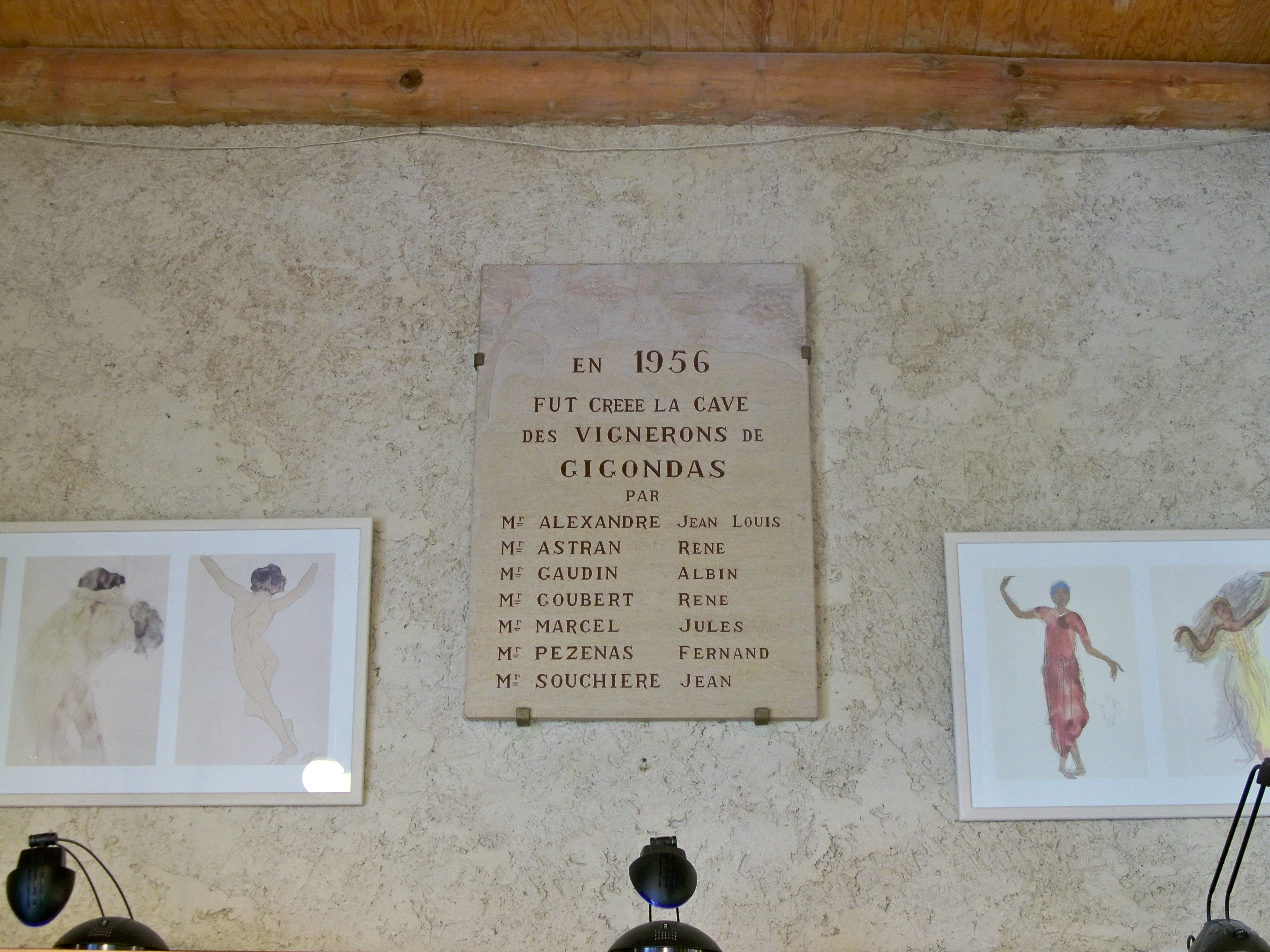
Gedenktafel zur Gründung des Cave des vignerons de Gigondas

Nachdem der große Frost im Winter 1956 die Olivenhaine am Fuße des Dentelles de Montmirail vernichtet hatte, entschlossen sich die Bauern Jean-Louis Alexandre, René Astran, Albin Gaudin, René Goubert, Jules Marcel, Fernand Pézenas und Jean Souchières eine Winzergenossenschaft zu gründen, welche sie Cave des vignerons de Gigondas nannten. Die Weine wurden zuerst unter der Herkunftsbezeichnung Côtes du Rhône Villages vermarktet, doch war damit der Ehrgeiz der Winzer noch nicht gestillt. Am 6. Januar 1971 erhielten die Produzenten aus Gigondas vom INAO, als erstes Gebiet in den Côtes du Rhône das Recht auf eine lokale Herkunftsbezeichnung. Seither dürfen die Weine, welche auf dem Gemeindegebiet erzeugt werden, unter der Bezeichnung Gigondas AOC verkauft werden.